# Ico, a bátor lovacska
Az Ico, a bátor lovacska, alcímben: A bátor lovacska (eredeti cím: Ico, el caballito valiente, kiejtés: Ikó) 1983-ban bemutatott argentin rajzfilm, amelynek készítője a Producciones García Ferré. Az animációs játékfilm rendezője Manuel García Ferré. A forgatókönyvet Inés Geldstein írta. A zenéjét Roberto Lar szerezte. A mozifilm magyar változatának forgalmazója a MOKÉP. Műfaja fantasy kalandos filmvígjáték.
Argentínában 1983 márciusában, Magyarországon 1987. július 2-án mutatták be a mozikban.
A történet egy bátor lóról szól, aki egy királyi várban a király lova akarna lenni, de mégis meggondolja magát, és visszatér arra a helyre, ahol született.

## Cselekmény
|  | Alább a cselekmény részletei következnek! |

Ico egy kis csikó, aki az erdőben él az édesanyjával és a barátaival. Éjszakánként, mikor tiszta az ég és telihold van, a távolból mindig hallatszik egy titokzatos harangszó. Ettől a harangszótól minden állat nagyon fél, mert nem tudja senki sem, hogy mi ennek az oka. Ico meg akarja tudni annak a titkát, hogy ki és miért harangoz.
Egy napon, mikor egy várra talált úgy dönt, a király lova akar lenni. Megismerkedik az istállómesterrel Langalétával, akivel örök barátságot köt. Az istállóban pedig Langaléta lovaival barátkozik meg. Máté Apó a legöregebb ló az istállóban. Elmeséli, hogy a titkos harangszó idejében mindig eltűnik egy ló az istállóból. Ico ennek is a végére akar járni.
Ico időközben megismerkedik egy szép csikólánnyal, akit Csodaszépnek hívnak. Találkozik a Fekete Herceggel is, akiről azt hiszi, hogy jóságos és egy napon őt is megválasztja a király lovának, de valójában egy gonosz ember.
Langaléta egyik este a lovak eltűnéséről beszámol a királynak, de a jelenlévő Fekete Herceg – a király főlovászmestere – Langalétát okolja, hogy nem figyel a lovakra, sőt meggyanúsítja, hogy ő lopta el őket, ezért Langalétát a várbörtönbe zárják. Ico elhatározza, hogy segít neki.
Máté Apó egy kapzsi császár történetét meséli el Icónak. A kapzsi császár régen azt akarta, hogy a legtöbb arany az övé legyen. A sok aranyból, amit összegyűjtött készíttetett egy harangot, de azt akarta az övé legyen a világ legnagyobb harangja, ami aranyból van. A sok kisebb aranyharangot, amiket összegyűjtött, abból készíttetett egy óriási nagy aranyharangot, amit nagy nehézségek árán felhúzatott a toronyba. Az óriási harang megszólaltatásakor a harang hatalmas súlya miatt a vár összeomlott, maga alá temetve a császárt is. A túlélők nem messze onnan egy új várat építettek. A legenda szerint a régi vár romjai között minden éjjel az elhunyt kapzsi császár szelleme kísért, mert a kapzsiságáért az volt a büntetése, hogy a romok közé zárták, és minden éjszakán, amikor telihold van és tiszta az ég, meg kell szólaltatnia a harangot az idők végezetével. Ico úgy gondolja van benne igazság, amit Máté apó mesélt, a kapzsi császárról, de szerinte a harangot egy élő személy szólaltatja meg, és véleménye szerint ugyanaz az ember, aki a lovakat is eltünteti az istállóból.
Ico fölment arra a titokzatos hegyre, ahol a régi vár romjai találhatóak. Itt megint találkozik Csodaszéppel, aki követte őt, és elmondja, hogy az apja – a király lova – ő is eltűnt. Ico kideríti, hogy a Fekete Herceg lopatta el az összes lovat azért, hogy rabszolgaként segítsenek neki az óriási harangot egy kötélen lógó nagy kődarabbal darabjaira törni, hogy így szerezze meg a kapzsi császár összes aranyát. Ico ekkor rájött, hogy valójában az óriási aranyharang törése volt az a titokzatos harangszó, amitől annyira féltek. A Fekete Herceg észreveszi Icót és Csodaszépet is. Csodaszép Ico barátaiért siet, hogy segítséget hozzon, mert csak együtt győzhetik le a Fekete Herceget. Icót a Fekete Herceg parancsára a gonosz szolgák a harang előtt megkötözik azért, hogy a kötélen lógó kővel neki csapják a falának. Barátai az utolsó pillanatban kioldozzák Icot. A Fekete Herceg pedig, aki a lengő kőbe kapaszkodott, véletlenül az ütés irányába csúszott, és neki csapódott a harang falának, így életét vesztette.
A következő jelenet már ismét a királyi vár. A királynak elmeséltek mindent, ami történt. A király Langalétát nevezi ki új főlovászmesterének, Icót pedig Langaléta akarja megtenni a király lovának. Végül Ico úgy dönt, inkább mégis visszamegy arra a helyre, ahol született, mert nem akarta elhagyni a barátait.
|  | Itt a vége a cselekmény részletezésének! |

## Szereplők
| Szereplő          | Eredeti hang                           | Magyar hang                                                                                    | Leírás |
| ----------------- | -------------------------------------- | ---------------------------------------------------------------------------------------------- | --- |
| Ico               | Susana Klein Nora Ferraro (ének)       | Görög László                                                                                   | A főszereplő, a bátor kis vadcsikó.                                                                                |
| Csodaszép         | María Marchi Diana García Ferré (ének) | Simorjay Emese Kútvölgyi Erzsébet (ének)                                                       | A szépséges csikólány, aki Iconak megtetszik.                                                                      |
| Langaléta         | Pelusa Suero                           | Pusztaszeri Kornél                                                                             | Az istállómester (később főlovászmester), akivel Ico örök barátságot köt. Ő Manuel García Ferré kedvenc karaktere. |
| A fekete herceg   | Enrique Conlazo                        | Makay Sándor                                                                                   | A főlovászmester, a király lovát ő választja meg.                                                                  |
| A császár         | Pelusa Suero                           | Dózsa László                                                                                   | A dölyfös és kapzsi király, aki réges-régen az elátkozott hegyen lakott.                                           |
| Máté apó          | Pelusa Suero                           | Bicskey Károly                                                                                 | A legöregebb ló az istállóban.                                                                                     |
| A király          | Oscar Silva                            | Képessy József                                                                                 | A jószívű uralkodó a palotában.                                                                                    |
| Ico anyja         | Inés Mariscal                          | Czigány Judit                                                                                  | A vadló mama, aki egyedül neveli fiát, Icot.                                                                       |
| Sörte             | Pelusa Suero                           | Oszvald Marika                                                                                 | A vaddisznó, aki Ico barátja.                                                                                      |
| Sziklanyüvő       | Pelusa Suero                           | Gruber Hugó                                                                                    | A fekete herceg erős embere.                                                                                       |
| Petrezselyem      | Pelusa Suero                           | Földessy Margit                                                                                | A fekete herceg embere.                                                                                            |
| A vándorénekes    | Oscar Silva                            | Konrád Antal (ének)                                                                            | A ranggal járó dalnok.                                                                                             |
| Kurta Láb         | Pelusa Suero                           | Tahi Tóth László                                                                               | A lassú ló az istállóban.                                                                                          |
| Bicebóca          | Pelusa Suero                           | Sörös Sándor                                                                                   | A sánta ló az istállóban.                                                                                          |
| A vakond          | Pelusa Suero                           | Boros Zoltán                                                                                   | A vakond, aki Ico barátja.                                                                                         |
| Asszonyok         | Susana Klein Inés Mariscal             | Ábel Anita Kassai Ilona Némedi Mari Pápai Erzsi                                                | Csodálkozó hölgyek a hatalmas harang előtt.                                                                        |
| További szereplők | Pelusa Suero                           | Deák B. Ferenc Dengyel Iván Füzessy Ottó Horváth László Huszár László Kiss László Surányi Imre | Mellékszereplők |
| Szürke            | –                                      | –                                                                                              | A szürke színű ló az istállóban.                                                                                   |
| Foltos            | –                                      | –                                                                                              | A legszínesebb ló az istállóban.                                                                                   |
| Fürge             | –                                      | –                                                                                              | A legjobb vágtató ló az istállóban.                                                                                |
| Selymes           | –                                      | –                                                                                              | A legszőrösebb ló az istállóban.                                                                                   |
| Hókos             | –                                      | –                                                                                              | A legjobb kocsihúzó ló az istállóban.                                                                              |
| Villám            | –                                      | –                                                                                              | A leggyorsabb ló az istállóban.                                                                                    |

A fenti magyar szinkron 1986-ban készült a Pannónia Filmstúdió szinkrontermében a MOKÉP forgalmazásával.

## Betétdalok
| Magyar                          | Magyar                                                                   | Spanyol                              | Spanyol            |
| Dal                             | Előadó                                                                   | Dal                                  | Előadó             |
| ------------------------------- | ------------------------------------------------------------------------ | ------------------------------------ | ------------------ |
| Ez a vidék az otthonom (főcím)  | Görög László                                                             | Ico el caballito valiente            | Nora Ferraro       |
| Gyí-te, gyí-te lovacskáim       | Pusztaszeri Kornél                                                       | Arre arre mis caballos               | Pelusa Suero       |
| Jaj, Langaléta                  | Bicskey Károly Deák B. Ferenc Gruber Hugó Szerednyey Béla Usztics Mátyás | Ay Larguirucho                       | Pelusa Suero       |
| Csodaszép dala                  | Kútvölgyi Erzsébet                                                       | Canción de Preciosa                  | Diana García Ferré |
| Langaléta dala                  | Pusztaszeri Kornél                                                       | Canción de Larguirucho               | Pelusa Suero       |
| A vándorénekmondó               | Konrád Antal                                                             | El trovador                          | Oscar Silva        |
| Ez a vidék az otthonom (finálé) | Görög László                                                             | Ico el caballito valiente (el final) | Nora Ferraro       |

## Televíziós megjelenések
TV-1, Duna TV 